# Ai là triệu phú
Ai là triệu phú là một chương trình trò chơi truyền hình do Đài Truyền hình Việt Nam sản xuất, dựa trên phiên bản gốc Who Wants to Be a Millionaire? (tạm dịch tiếng Việt: Ai muốn làm triệu phú? hay Ai muốn trở thành triệu phú?) đến từ Vương quốc Anh. Chương trình được phát sóng vào các tối thứ ba hàng tuần trên kênh VTV3 từ ngày 4 tháng 1 năm 2005 đến nay. Mục tiêu chính của trò chơi là giành được giải thưởng cao nhất của chương trình bằng cách trả lời chính xác tất cả 15 câu hỏi trắc nghiệm. Nhà báo Lại Văn Sâm là người dẫn dắt chính cho chương trình này từ năm đầu tiên cho đến hết năm 2017, sau đó lần lượt được thay thế bởi Phan Đăng và Đinh Tiến Dũng.
Từ ngày 7 tháng 9 năm 2010 đến ngày 28 tháng 6 năm 2011, Ai là triệu phú ra mắt một phiên bản có tên gọi Ai là triệu phú – Ghế nóng với hình thức và luật chơi mới. Sau khi xem xét phản hồi của khán giả, chương trình đã quay trở lại phiên bản cũ kể từ ngày 5 tháng 7 năm 2011.

## Luật chơi

### Chọn người chơi
Bắt đầu mỗi cuộc chơi, một vòng thi nhỏ được tiến hành nhằm xác định một người chơi chính thức cho chương trình, gọi là vòng Bấm bàn phím nhanh; tại đó 10 ứng viên (theo luật chơi gốc trong phiên bản thông thường) sẽ tham gia trả lời một câu hỏi sắp xếp nhanh do chương trình đưa ra. Các ứng viên trả lời qua một hệ thống máy tính được lắp đặt tại trường quay, ở đó hiển thị câu hỏi và bốn đáp án A, B, C và D. Khi câu hỏi và các đáp án được đưa ra, các ứng viên bấm bốn đáp án theo thứ tự trong vòng 20 giây; sau khi hết thời gian, người dẫn chương trình sẽ công bố thứ tự đúng và kiểm tra kết quả của các ứng viên.
Ứng viên đưa ra câu trả lời đúng và nhanh nhất cho câu hỏi (tính đến phần trăm giây) sẽ trở thành người chơi chính của chương trình và được quyền ngồi lên ghế nóng đối diện với người dẫn chương trình. Trong trường hợp có nhiều hơn một ứng viên cùng trả lời đúng và nhanh nhất, hoặc không có ai trả lời đúng, một câu hỏi khác sẽ được đưa ra dành cho các ứng viên này cho đến khi tìm được người chơi lên ghế nóng.
Vòng bấm bàn phím nhanh tồn tại từ khi chương trình bắt đầu phát sóng cho đến hết năm 2017, và không xuất hiện trong các chương trình đặc biệt từ cuối năm 2014 đến năm 2017 (trừ một vài ngoại lệ). Từ ngày 10 tháng 11 năm 2015, số lượng ứng viên tham gia vòng bấm bàn phím nhanh giảm xuống còn 6 người.
Kể từ năm 2018, phần bấm bàn phím nhanh đã chính thức bị loại bỏ hoàn toàn khỏi chương trình, thay vào đó chương trình áp dụng một quy tắc mới gọi là "xếp hàng": những người chơi tham gia chương trình được xếp thứ tự chơi dựa theo bản đăng ký, và được gọi lần lượt vào trường quay cho từng lượt chơi. Sau khi người chơi trước đã hoàn thành phần chơi của mình, người chơi tiếp theo sẽ được người dẫn chương trình gọi vào cho lượt thi mới.

### Phần chơi chính
Người chơi phải trả lời tổng cộng 15 câu hỏi do chương trình đưa ra với độ khó tăng dần (không giới hạn thời gian suy nghĩ), tất cả các câu hỏi đều dưới dạng trắc nghiệm với bốn phương án lựa chọn A, B, C và D, trong đó chỉ có một đáp án đúng. Mỗi câu hỏi có một mức tiền thưởng đi kèm, tăng dần theo thứ tự. Trong mỗi câu hỏi, người chơi chỉ được phép chọn một phương án nhất định làm câu trả lời cuối cùng của mình, và không thể thay đổi đáp án sau khi máy tính đã chốt câu trả lời. 
Với mỗi một câu trả lời đúng, người chơi giành được số tiền thưởng tại câu hỏi đó. Có ba cột mốc quan trọng là câu số 5 (mốc thứ nhất), câu số 10 (mốc thứ hai) và câu số 15 (mốc "Triệu phú"); vượt qua các mốc này, người chơi chắc chắn có được số tiền thưởng tương ứng của câu hỏi đó. Kể từ câu số 10 trở đi, sau khi người chơi trả lời đúng một câu hỏi, người dẫn chương trình sẽ ký một tấm séc có giá trị giải thưởng tương ứng với câu hỏi mà người chơi đã trả lời đúng.
Người chơi có quyền dừng cuộc chơi bất cứ lúc nào (trước khi đưa ra đáp án cho câu hỏi) và nhận số tiền thưởng ở câu hỏi đã trả lời đúng trước đó. Trả lời sai ở bất kỳ câu hỏi nào, cuộc chơi kết thúc và người chơi ra về với số tiền tại mốc quan trọng gần nhất mà họ đã vượt qua được; trong trường hợp trả lời sai khi chưa qua câu số 5, người chơi sẽ không nhận được tiền thưởng. Vượt qua câu hỏi số 15, người chơi sẽ trở thành "triệu phú" và giành được giải thưởng cao nhất của chương trình.
Sau khi người chơi trước đã kết thúc lượt chơi của mình, nếu thời gian vẫn còn, một người chơi khác sẽ được lựa chọn để lên ghế nóng theo quy trình như trên. Nếu người chơi chưa hoàn thành lượt chơi khi thời lượng chương trình đã hết, họ sẽ tiếp tục phần thi của mình ở chương trình kế tiếp.

### Các quyền trợ giúp
Người chơi có bốn quyền trợ giúp sau và có thể sử dụng bất cứ lúc nào nếu không biết câu trả lời hoặc chưa chắc chắn với suy nghĩ của mình. Trong một câu hỏi, người chơi có quyền dùng nhiều sự trợ giúp, nhưng tất cả các quyền trợ giúp chỉ được sử dụng một lần.
Trong phiên bản thông thường, ba quyền trợ giúp đầu tiên được cung cấp cho người chơi ngay từ đầu. Quyền trợ giúp thứ tư được thêm vào chương trình kể từ ngày 8 tháng 4 năm 2008, và chỉ có thể được sử dụng sau khi người chơi đã vượt qua năm câu hỏi đầu tiên.

#### Hiện tại
| Quyền trợ giúp                  | Sử dụng |
| ------------------------------- | --- |
| 50:50                           | Máy tính loại bỏ đi hai đáp án sai và để lại cho người chơi hai đáp án còn lại, một trong hai lựa chọn này là đáp án đúng. |
| Gọi điện thoại cho người thân   | Người chơi liên lạc tới một trong các số điện thoại đã đăng ký với chương trình từ trước và hỏi ý kiến của người ở đầu dây bên kia trong thời gian 30 giây. Vào khoảng cuối năm 2017, hình ảnh cuộc gọi video của người hỗ trợ đã xuất hiện trong sự trợ giúp này. |
| Hỏi ý kiến bạn đồng hành        | Một người đồng hành đi cùng với người chơi (được bố trí ở hàng ghế khán giả) sẽ tham gia trả lời câu hỏi hiện tại cùng với người chơi chính. Không giống như nhiều phiên bản khác trên thế giới, khi người chơi quyết định sử dụng trợ giúp khác sau đó thì người đồng hành phải quay lại hàng ghế khán giả ngay lập tức. |
| Hỏi ý kiến những nhà thông thái | Mỗi chương trình có hai nhà thông thái tham gia trợ giúp cho người chơi. Hai người này sẽ ngồi trong một căn phòng tách biệt với trường quay và chỉ có 30 giây để tư vấn đáp án cho người chơi mà không được sử dụng tài liệu hay thiết bị hỗ trợ tra cứu. Điều này được thực hiện tương tự với quyền trợ giúp "Three Wise Men" được sử dụng tại một số quốc gia, và chỉ bắt đầu có hiệu lực từ câu hỏi số 6. Trước đó, hai nhà thông thái sẽ theo dõi diễn biến của người chơi trong năm câu hỏi đầu tiên, và sẽ được kết nối trở lại khi người chơi chọn quyền trợ giúp này. |

#### Trước đây
- Hỏi ý kiến khán giả (còn gọi là Hỏi ý kiến khán giả trong trường quay hay Xin ý kiến khán giả trường quay): Mỗi khán giả trong trường quay (kể cả người đồng hành của người chơi) đều được trang bị một máy khảo sát để đưa ra phương án mà mình chọn. Khi chọn quyền trợ giúp này, người dẫn chương trình sẽ đọc lại nội dung câu hỏi hiện tại và các đáp án để khán giả tham gia trả lời trong thời gian quy định. Người chơi sẽ nhận được kết quả trợ giúp dưới dạng biểu đồ phần trăm số khán giả lựa chọn từng phương án.[2]
- Tổ tư vấn tại chỗ (còn gọi là Hỏi ý kiến tổ tư vấn trường quay): Các khán giả trong trường quay (kể cả người đồng hành của người chơi) nếu biết câu trả lời có thể giơ tay để trợ giúp cho người chơi. Ba khán giả ngẫu nhiên sẽ được chọn để người chơi hỏi ý kiến và trên cơ sở đó đưa ra quyết định của mình; những người trợ giúp không nhất thiết phải đưa ra câu trả lời giống nhau.[10] 600.000 đồng sẽ được chia đều cho những người tư vấn chính xác đáp án của câu hỏi (trước ngày 20 tháng 5 năm 2008 là phần quà của nhà tài trợ). Quyền trợ giúp này bắt đầu xuất hiện từ câu hỏi số 6.[11]

Hai quyền trợ giúp này đã được loại bỏ khỏi chương trình kể từ ngày 5 tháng 5 năm 2020, khi Ai là triệu phú thực hiện ghi hình không có khán giả vì ảnh hưởng của đại dịch COVID-19; và cũng không được sử dụng lại ngay cả khi chương trình đón khán giả trở lại. Do đó, chương trình đã bỏ nút bấm khảo sát của khán giả.

### Thang tiền thưởng
Trước năm 2021 (bao gồm cả phiên bản Ai là triệu phú - Ghế nóng), thang tiền thưởng được hiển thị bằng con số tương ứng với giá trị tiền tệ nhân với 1.000 đồng (ví dụ, số tiền 6.800.000 đồng được hiển thị là "6,800"). Kể từ phiên bản mới vào năm 2021, số tiền được viết đầy đủ và tính bằng đơn vị đồng giống như các phiên bản quốc tế khác của Ai là triệu phú.
Từ năm 2022, mức tiền thưởng ở ba câu hỏi cuối cùng được tăng lên lần lượt ở các mức 80.000.000 đồng (câu 13), 150.000.000 đồng (câu 14) và 250.000.000 đồng (câu 15), các câu còn lại giữ nguyên mức thưởng. Đây là mức tiền thưởng cao nhất kể từ khi chương trình bắt đầu phát sóng.
| Câu hỏi                     | 4 tháng 1 năm 2005 – 11 tháng 10 năm 2005 | 18 tháng 10 năm 2005 – 13 tháng 2 năm 2007 | 20 tháng 2 năm 2007 – 31 tháng 8 năm 2010, 5 tháng 7 năm 2011 – 12 tháng 6 năm 2012 | 19 tháng 6 năm 2012 – 28 tháng 12 năm 2021 | 4 tháng 1 năm 2022 – nay |
| --------------------------- | ----------------------------------------- | ------------------------------------------ | ----------------------------------------------------------------------------------- | ------------------------------------------ | ------------------------ |
| 15 (Mốc "TRIỆU PHÚ")        | 50.000.000 đồng                           | 100.000.000 đồng                           | 120.000.000 đồng                                                                    | 150.000.000 đồng                           | 250.000.000 đồng         |
| 14                          | 30.000.000 đồng                           | 65.000.000 đồng                            | 80.000.000 đồng                                                                     | 85.000.000 đồng                            | 150.000.000 đồng         |
| 13                          | 20.000.000 đồng                           | 40.000.000 đồng                            | 50.000.000 đồng                                                                     | 60.000.000 đồng                            | 80.000.000 đồng          |
| 12                          | 14.000.000 đồng                           | 25.000.000 đồng                            | 35.000.000 đồng                                                                     | 40.000.000 đồng                            | 40.000.000 đồng          |
| 11                          | 10.000.000 đồng                           | 15.000.000 đồng                            | 25.000.000 đồng                                                                     | 30.000.000 đồng                            | 30.000.000 đồng          |
| 10 (Mốc quan trọng thứ hai) | 6.800.000 đồng                            | 10.000.000 đồng                            | 15.000.000 đồng                                                                     | 22.000.000 đồng                            | 22.000.000 đồng          |
| 9                           | 4.800.000 đồng                            | 7.000.000 đồng                             | 9.000.000 đồng                                                                      | 14.000.000 đồng                            | 14.000.000 đồng          |
| 8                           | 3.200.000 đồng                            | 5.000.000 đồng                             | 6.000.000 đồng                                                                      | 10.000.000 đồng                            | 10.000.000 đồng          |
| 7                           | 2.000.000 đồng                            | 3.200.000 đồng                             | 3.600.000 đồng                                                                      | 6.000.000 đồng                             | 6.000.000 đồng           |
| 6                           | 1.200.000 đồng                            | 1.800.000 đồng                             | 2.000.000 đồng                                                                      | 3.000.000 đồng                             | 3.000.000 đồng           |
| 5 (Mốc quan trọng thứ nhất) | 800.000 đồng                              | 1.000.000 đồng                             | 1.000.000 đồng                                                                      | 2.000.000 đồng                             | 2.000.000 đồng           |
| 4                           | 500.000 đồng                              | 500.000 đồng                               | 500.000 đồng                                                                        | 1.000.000 đồng                             | 1.000.000 đồng           |
| 3                           | 300.000 đồng                              | 300.000 đồng                               | 300.000 đồng                                                                        | 600.000 đồng                               | 600.000 đồng             |
| 2                           | 200.000 đồng                              | 200.000 đồng                               | 200.000 đồng                                                                        | 400.000 đồng                               | 400.000 đồng             |
| 1                           | 100.000 đồng                              | 100.000 đồng                               | 100.000 đồng                                                                        | 200.000 đồng                               | 200.000 đồng             |

## Sản xuất

### Lịch sử
Kế hoạch thực hiện chương trình Ai là triệu phú tại Việt Nam đã được VTV lên ý tưởng từ năm 2002, nhưng do một số vấn đề phát sinh và các yếu tố kỹ thuật phức tạp, nên phải đến cuối năm 2004 việc sản xuất mới chính thức được triển khai. Cho đến thời điểm đó, Việt Nam là quốc gia thứ 105 mua bản quyền và sản xuất phiên bản nội địa hóa của Who Wants to Be a Millionaire? trên toàn thế giới. Bản quyền chương trình này đã được đối tác của VTV là công ty E-Media mua lại từ hãng Celador của Anh.
Vào ngày 2 tháng 12 năm 2004, sau hơn 10 ngày tập dượt và chuẩn bị, cuộc ghi hình đầu tiên của Ai là triệu phú đã được tổ chức tại Nhà thi đấu Gia Lâm, Hà Nội. Một lực lượng ban đầu gần 100 người đã được huy động để phục vụ cho việc sản xuất chương trình, dưới sự giám sát và chỉ đạo của chuyên gia nước ngoài. Tại thời điểm bắt đầu lên sóng, Ai là triệu phú được xem là một trong những trò chơi truyền hình có quy mô sản xuất lớn nhất và hiện đại nhất của VTV.
Chương trình được Ban Thể thao – Giải trí và Thông tin kinh tế (hiện nay là Ban Văn hóa – Giải trí) của Đài Truyền hình Việt Nam làm đơn vị sản xuất chính. Bên cạnh đó, Ai là triệu phú cũng từng được hợp tác sản xuất với công ty E-Media và Công ty Dịch vụ và Thương mại Mesa.

### Ghi hình
Những số đầu tiên của chương trình Ai là triệu phú được ghi hình tại Nhà thi đấu Gia Lâm ở Hà Nội. Từ giữa tháng 4 năm 2005, chương trình được chuyển về ghi hình tại trường quay mới S10, sau này là trường quay S16 của Đài Truyền hình Việt Nam. Các chương trình thường được ghi hình trước ít nhất một tháng so với thời điểm phát sóng chính thức, với mỗi buổi ghi hình kéo dài khoảng ba tiếng đồng hồ; sau đó được biên tập và xử lý hậu kỳ để phát sóng trong khoảng 60 phút.
Vào năm 2013, khi kênh VTV3 bắt đầu thay đổi tiêu chuẩn hình ảnh sang độ phân giải cao (HD), Ai là triệu phú đã được chọn làm trò chơi truyền hình đầu tiên được sản xuất và phát sóng theo tiêu chuẩn HD. Năm 2020, Ai là triệu phú đã tổ chức ghi hình dưới điều kiện không có khán giả trong một khoảng thời gian do những tác động tiêu cực gây ra bởi đại dịch COVID-19 tại Việt Nam. Việc ghi hình không khán giả cũng đã được thực hiện từ tháng 5 năm 2021 cho đến hết tháng 3 năm 2022, khi dịch COVID-19 bùng phát trở lại tại nhiều địa phương trên cả nước.
Những người từng giữ vai trò đạo diễn của chương trình này gồm có Lại Bắc Hải Đăng, Đỗ Hồng Cư, Trần Trúc Quỳnh và Nguyễn Diệp Chi. Ngoài ra, trong suốt chương trình còn có sự hỗ trợ của một ban cố vấn gồm những chuyên gia có kinh nghiệm trên nhiều lĩnh vực.

### Trường quay
Trường quay của Ai là triệu phú được thiết kế giống như hầu hết các phiên bản của Who Wants to Be a Millionaire? trên thế giới, với một số chi tiết được thay đổi nhỏ để phù hợp với đặc điểm trong nước. Sân khấu chính có dạng hình tròn, với một hệ thống ánh sáng được lắp đặt ngay dưới nền sàn kính cùng với hệ thống đèn màu nhiều loại ở khắp phòng, và được hỗ trợ bằng một máy phun khói để tạo sự huyền ảo cho sân khấu. Ba chiếc loa cỡ lớn được đặt xung quanh phòng, cùng với một hệ thống loa nhỏ hơn được bố trí kín đáo bên dưới sân khấu nhằm đàm bảo chất lượng âm thanh tốt nhất.
MC và người chơi được chọn sẽ ngồi trên chiếc "ghế nóng" tại trung tâm của sân khấu, ngồi đối diện nhau hoặc chéo nhau một góc cố định. Ở chính giữa sân khấu luôn có một bộ máy tính với hai màn hình riêng biệt dành cho người chơi và người dẫn chương trình, nơi hiển thị nội dung câu hỏi và các phương án trả lời, thang tiền thưởng, các quyền trợ giúp, và – đối với người dẫn chương trình – một số dữ liệu khác như thông tin về người chơi hay các nội dung liên quan đến đáp án đúng cho câu hỏi. Chiếc máy tính này chỉ được lắp đặt ngay trước giờ ghi hình và được tháo dỡ sau khi chương trình kết thúc. Một hệ thống máy vi tính nhỏ hơn được phân bố đều thành hai dãy, đến từ các nhà cung cấp của Anh và Nhật Bản, được nối mạng với nhau và với một màn hình rộng ở phía xa sân khấu để phục vụ cho phần thi Bấm bàn phím nhanh; trong phiên bản Ghế nóng và từ năm 2018 trở đi, hệ thống máy tính này không còn được sử dụng.
Kể từ năm 2021, trường quay được bổ sung một màn hình LED lớn ở giữa sân khấu, hiển thị logo Ai là triệu phú luôn chuyển động trong suốt chương trình (vốn đã từng xuất hiện trong phiên bản Ghế nóng).

### Người chơi
Người tham gia chương trình phải có độ tuổi từ đủ 23 tuổi trở lên (từ tháng 8 năm 2016 trở về trước là 18 tuổi), ngoại trừ một vài chương trình đặc biệt liên quan đến người dưới 23 tuổi. Đơn đăng ký tham dự thường được gửi thông qua hộp thư điện tử hoặc qua đường bưu điện, từ đó ê-kíp sản xuất lọc ra những bản đăng ký đáp ứng đủ điều kiện. Trước đây, Ai là triệu phú cũng tiến hành lựa chọn người chơi thông qua cuộc thi phụ Đi tìm triệu phú, trong đó người tham dự trả lời các câu hỏi của chương trình qua một mạng điện thoại tự động. Những người trả lời đúng và nhanh nhất câu hỏi trên hệ thống sẽ được ban tổ chức liên hệ để tham dự buổi tuyển chọn.
Tất cả các ứng viên được chọn sau đó phải thực hiện một bài kiểm tra trắc nghiệm ở vòng sơ tuyển, tổng cộng 100 câu hỏi bao gồm các kiến thức tổng hợp. Những người đạt được từ 70 điểm trở lên sẽ còn trải qua một vòng phỏng vấn trực tiếp với nhóm sản xuất chương trình, trước khi biết được họ có được lựa chọn để tham gia vào cuộc ghi hình chính thức hay không. Theo quy định, người chơi không phải nộp bất cứ một khoản phí nào khi tham gia chương trình, ngoài ra những người ở xa địa điểm ghi hình còn được hỗ trợ chi phí đi lại và nơi ở.
Vào những dịp đặc biệt, Ai là triệu phú cũng tổ chức các chương trình dành riêng cho một nhóm đối tượng người chơi cụ thể (nhà báo, trẻ em, vận động viên...) hoặc những người nổi tiếng được chương trình mời đến. Thông thường, mỗi lượt chơi trong chương trình chỉ có một người chơi chính tham gia, ngoại trừ một số trường hợp cho phép hai người chơi được ngồi lên ghế nóng cùng một lúc.

### Bộ nhận diện

#### Đồ họa
Khi bắt đầu phát sóng, Ai là triệu phú sử dụng giao diện màu đen với khung câu hỏi có kích thước nhỏ hơn so với các phiên bản quốc tế khác (giao diện câu hỏi của Serbia). Từ ngày 20 tháng 5 năm 2008, chương trình chuyển sang phiên bản mới với giao diện màu xanh của Úc, sau đó chuyển sang giao diện câu hỏi của Na Uy từ ngày 5 tháng 7 năm 2011.
Từ ngày 4 tháng 6 năm 2013, khung câu hỏi bị hẹp đi so với khung hình do hệ thống hình ảnh của VTV3 chuyển sang định dạng 16:9 (vào năm 2010 và 2011, khi đang ở phiên bản Ghế nóng thì khung câu hỏi cũng bị hẹp lại, mặc dù lúc đó VTV3 vẫn đang dùng định dạng 4:3). Sau đó, từ ngày 30 tháng 9 năm 2014, Ai là triệu phú tiếp tục làm mới giao diện màu xanh, có đôi nét tương tự với giao diện câu hỏi của Ba Lan năm 2017, các quốc gia Nam Mỹ và Đan Mạch trước 2017, cộng với một vài yếu tố ảnh hưởng từ phiên bản Anh trong giai đoạn 2010–2014.
Từ đầu năm 2021, Ai là triệu phú có hàng loạt thay đổi về nhận diện. Lần đầu tiên chương trình sử dụng giao diện với tông màu tím đậm chủ đạo dựa theo thiết kế của phiên bản Hà Lan (được sử dụng lần đầu vào năm 2019), cùng với một số yếu tố của Vương quốc Anh (giao diện câu hỏi từ năm 2018; đồng hồ của sự trợ giúp Gọi điện thoại cho người thân và Hỏi ý kiến những nhà thông thái). Khung câu hỏi được mở rộng đến hết màn hình so với các phiên bản trước.

#### Nhạc hiệu và âm thanh
Bộ nhạc hiệu và nhạc nền của chương trình do các nhà soạn nhạc Anh Quốc là cặp cha con Keith và Matthew Strachan đồng sáng tác, biên soạn và hoà âm phối khí. Không giống như các chương trình truyền hình khác, nhạc hiệu của Ai là triệu phú được phát đi trong suốt chương trình để tạo tính hồi hộp cho thí sinh khi tham gia cuộc thi. Âm thanh trong chương trình này đóng một vai trò then chốt, với tiết tấu luôn được thay đổi ăn khớp theo ánh sáng trường quay và diễn biến của chương trình.
Từ ngày 20 tháng 5 năm 2008, phần nhạc hiệu mở đầu và kết thúc chương trình, cùng với các đoạn nhạc cho hình cắt quảng cáo được thay mới với tiết tấu nhanh và sôi động hơn so với trước, do nhạc sĩ Ramon Covalo sáng tác và Nick Magnus phối khí; nhưng các yếu tố âm nhạc từ phiên bản cũ (bao gồm nhạc nền câu hỏi, nhạc tính giờ,...) được giữ nguyên. Năm 2021, đoạn nhạc kết thúc chương trình của phiên bản cũ được sử dụng trở lại.

## Người dẫn chương trình
Nhà báo Lại Văn Sâm là người dẫn chương trình đầu tiên của Ai là triệu phú, đồng thời kiêm nhiệm vai trò tổng đạo diễn của chương trình này trong những năm đầu lên sóng. Là người có thời gian đồng hành cùng với chương trình lâu nhất và cũng là người đóng góp quan trọng vào sự thành công của chương trình, ông được nhận xét là có phong cách dẫn dí dỏm và luôn biết cách đẩy cao sự kịch tính trong từng cuộc chơi, đặc biệt ở những câu hỏi mang tính quyết định buộc người chơi phải bộc lộ mọi khả năng cũng như bản lĩnh của họ để mang về giải thưởng lớn. Trong một cuộc phỏng vấn, Lại Văn Sâm cho biết ông đã từng có ý định nghỉ dẫn Ai là triệu phú để tuyển một người dẫn mới, nhưng rồi lại đồng ý làm tiếp ở vị tri cũ khi được đơn vị nắm bản quyền chương trình lẫn Tổng Giám đốc Đài Truyền hình Việt Nam (VTV) thuyết phục. Năm 2017, sau khi Lại Văn Sâm chính thức nhận quyết định nghỉ hưu tại VTV, ông vẫn tham gia dẫn dắt chương trình này cho đến hết năm. Buổi ghi hình chương trình cuối cùng của Ai là triệu phú trong năm 2017 vào tối ngày 16 tháng 11 tại trường quay S10 cũng là lần xuất hiện cuối cùng của ông trong vai trò người dẫn dắt chương trình này.
Ngay sau khi Lại Văn Sâm rời ghế, một cuộc thi tuyển đã được tổ chức nhằm tìm kiếm người dẫn chương trình mới cho Ai là triệu phú. Sau vòng tuyển chọn cuối cùng, nhà báo Phan Đăng đã vượt qua Đức Bảo để trở thành người dẫn thứ hai trong lịch sử của chương trình. Mặc dù không trải qua quá trình gửi hồ sơ ứng tuyển cho vị trí dẫn chương trình này, anh đã được ê-kíp gửi lời mời tham gia buổi dẫn thử và nhận được sự đánh giá cao từ phía nhà sản xuất. Trước những áp lực về việc thay thế vai trò mà người tiền nhiệm Lại Văn Sâm để lại, trong thời gian đầu dẫn dắt, Phan Đăng đã vấp phải những luồng tranh luận trái chiều bởi lối dẫn được cho là "rườm rà", thiếu điểm nhấn của anh; nhiều ý kiến còn yêu cầu trả lại vị trí cho người dẫn cũ. Mặc dù vậy, anh đã không ngừng cải thiện phong cách dẫn ở những cuộc ghi hình sau đó và dần chứng minh sự phù hợp của bản thân trong vai trò dẫn dắt chương trình, chiếm được thiện cảm của một bộ phận khán giả. Vào ngày 17 tháng 12 năm 2020, thông qua một bài viết trên trang Facebook cá nhân, Phan Đăng đã thông báo sẽ ngừng dẫn dắt chương trình sau ba năm đồng hành để nhường lại cho một người dẫn mới trẻ trung, sôi động hơn.
Kế thừa vị trí của Phan Đăng, Đinh Tiến Dũng đã được công bố là người tiếp theo giữ cương vị dẫn dắt chính cho chương trình. Là người đã nổi tiếng  với vai diễn Giáo sư Cù Trọng Xoay trong chương trình Hỏi xoáy đáp xoay, anh đã được nhất trí lựa chọn sau cuộc làm việc của nhóm sản xuất với Sony Pictures, đơn vị phân phối bản quyền quốc tế của chương trình. Đinh Tiến Dũng đã chính thức ra mắt khán giả với tư cách người dẫn chương trình vào ngày 5 tháng 1 năm 2021, số phát sóng đầu tiên của phiên bản mới.

## Phát sóng
Tất cả các chương trình của Ai là triệu phú đều được phát sóng thường xuyên vào tối thứ ba hàng tuần trên kênh VTV3. Số đầu tiên được phát sóng vào lúc 20:00 ngày 4 tháng 1 năm 2005, nằm trong dải giờ dành cho các trò chơi truyền hình mà kênh VTV3 bắt đầu xây dựng từ năm 2005; các số tiếp theo của chương trình cũng được lên sóng trong khung giờ này. Đầu năm 2017, Ai là triệu phú được chuyển sang phát sóng vào lúc 20:30 các ngày thứ ba, riêng số đặc biệt vào dịp Tết Đinh Dậu 2017 (31 tháng 1 năm 2017) được phát sóng vào lúc 20:00. Từ ngày 18 tháng 2 năm 2025, do sự thay đổi về khung giờ phim truyện Việt Nam trên kênh VTV3 (bắt đầu sớm hơn vào lúc 20:00), chương trình được lùi lại sang khung giờ mới vào lúc 21:00. Ngoài ra, chương trình cũng được phát lại trên VTV3 vào ngày thứ tư trong tuần, và trên một số đài truyền hình địa phương bao gồm Cà Mau, Vĩnh Long, Tiền Giang (trước năm 2010).
Trong một số thời điểm, Ai là triệu phú đã tạm thời không lên sóng khi phải dành thời gian cho các chương trình truyền hình trực tiếp của VTV hoặc trùng với các sự kiện đặc biệt khác. Vào ngày 8 tháng 2 năm 2005, một số của chương trình đã được dời lại một tuần để dành chỗ cho việc phát sóng chương trình đặc biệt đón giao thừa Âm lịch của đài. Lần lượt trong các ngày 21 tháng 6 năm 2005 và 13 tháng 6 năm 2006, chương trình cũng không được phát sóng do trùng thời gian diễn ra truyền hình trực tiếp VTV Cup 2005 và FIFA World Cup 2006. Vào năm 2018, một chương trình phát sóng vào ngày 20 tháng 3 đã phải hoãn lại và được thay thế bằng các chương trình đột xuất trong thời gian diễn ra quốc tang Nguyên Thủ tướng Chính phủ Phan Văn Khải. Năm 2021, một chương trình được lên lịch phát vào ngày 26 tháng 1 đã không thể lên sóng do chương trình Thời sự tối của VTV kéo dài hơn thường lệ (đến gần 21 giờ) nhằm đưa tin về Đại hội đại biểu toàn quốc lần thứ XIII của Đảng Cộng sản Việt Nam. Kể từ năm 2019, Ai là triệu phú tạm ngừng phát sóng một tuần trong dịp Tết Nguyên Đán, riêng năm 2025 chương trình tạm dừng trong hai tuần.

## Kỷ lục
Tính đến năm 2025, chưa có một người chơi nào vượt qua toàn bộ 15 câu hỏi và giành được số tiền thưởng tối đa trong chương trình Ai là triệu phú. Kỷ lục hiện tại của chương trình được ghi nhận là 14/15 câu hỏi, cùng được nắm giữ bởi Nguyễn Lê Anh và cặp người chơi Bùi Thị Hà Thanh – Đào Hồng Vũ. Vào số phát sóng ngày 9 tháng 9 năm 2008, Nguyễn Lê Anh – tại thời điểm tham dự là một kỹ sư xây dựng ở Hà Tĩnh – đã trở thành người chơi đầu tiên trong chương trình trả lời đúng câu hỏi số 14 và giành giải thưởng 80.000.000 đồng. Anh đã gây ấn tượng khi vượt qua hai câu hỏi số 13 và 14 trong khi không còn quyền trợ giúp, thậm chí đưa ra những suy luận chính xác cho câu số 15 nhưng sau cùng lại quyết định dừng cuộc chơi. Kỷ lục này đã được tái lập sau đó không lâu vào chương trình ngày 18 tháng 11 cùng năm (đồng thời là số đặc biệt kỷ niệm ngày Nhà giáo Việt Nam), trong đó hai người chơi Bùi Thị Hà Thanh và Đào Hồng Vũ đến từ Hà Giang đã cùng nhau vượt qua câu số 14 và dừng lại để nhận 80.000.000 đồng từ chương trình.
Trong chương trình vào ngày 5 tháng 1 năm 2021 – số đầu tiên của Ai là triệu phú phiên bản mới và người dẫn chương trình mới Đinh Tiến Dũng, blogger du lịch người Tiền Giang Trần Đặng Đăng Khoa đã trả lời đúng câu hỏi số 14 có trị giá 85.000.000 đồng, trở thành người chơi cá nhân thứ hai trong lịch sử vượt qua câu 14 của chương trình và là người đầu tiên làm được điều này kể từ năm 2008. Mặc dù đã hết sự trợ giúp, anh vẫn quyết định đưa ra phương án trả lời cho câu hỏi thứ 15; song sự lựa chọn không chính xác đã khiến anh kết thúc cuộc chơi với 22.000.000 đồng tiền thưởng của câu số 10.
Vào ngày 26 tháng 11 năm 2024, người chơi Phạm Cao Long – một giáo viên dạy toán đã nghỉ hưu ở Hải Dương – đã vượt qua câu hỏi số 13 và dừng lại ở câu 14 để mang về tấm séc trị giá 80.000.000 đồng, trong đó ông đã đưa ra đáp án chính xác cho câu hỏi. Trước sự kiện này, người dẫn chương trình Đinh Tiến Dũng đã quyết định thực hiện một "tình huống giả định" để người chơi bước vào câu hỏi cuối cùng, mặc dù sau đó phương án ông lựa chọn là không chính xác. Ông là người chơi đơn lẻ thứ ba được xem nội dung của câu hỏi số 15, và là người đầu tiên được trả lời câu hỏi này khi đã dừng cuộc chơi. Cả Phạm Cao Long và Nguyễn Lê Anh sau đó đều đã được mời quay trở lại chương trình ở số đặc biệt kỷ niệm 20 năm phát sóng Ai là triệu phú vào ngày 7 tháng 1 năm 2025, với vai trò là những nhà thông thái.

## Sự cố và tranh cãi

### Bị truy nã vẫn tham gia chương trình
Trong khi theo dõi chương trình Ai là triệu phú phát sóng vào ngày 31 tháng 7 năm 2007, trinh sát của Cục C16 thuộc Bộ Công an Việt Nam tình cờ phát hiện một người chơi có tên Lê Thị Cơ rất giống với người đang bị truy nã là Lê Thị Hồng (sinh năm 1968 tại Hà Nội). Hồng đã bị Công an Thành phố Hà Nội ra lệnh truy nã toàn quốc vào ngày 23 tháng 1 năm 1996 về tội chiếm đoạt tài sản, sau đó bỏ trốn và vào lưu trú tại Đồng Nai. C16 đã liên hệ với ban tổ chức chương trình để lấy hồ sơ tham dự của Lê Thị Cơ; và qua phân tích, đối chiếu mẫu vân tay, cơ quan điều tra đã khẳng định Lê Thị Cơ chính là Lê Thị Hồng. Vào trưa ngày 15 tháng 12 năm 2008, Lê Thị Hồng đã bị lực lượng chức năng bắt giữ tại Thành phố Hồ Chí Minh sau 13 năm trốn truy nã. Toàn bộ số tiền 10.000.000 đồng mà Hồng kiếm được từ chương trình đã bị tước và chuyển vào công quỹ.

### Câu hỏi nhạy cảm
Trong số kỷ niệm 10 năm phát sóng chương trình vào ngày 30 tháng 12 năm 2014, một câu hỏi được đưa ra cho ca sĩ Minh Thư với nội dung "Theo một câu hát thì: "Ba thương con vì con giống mẹ. Mẹ thương con vì con giống..." ai?" và các đáp án "ông hàng xóm", "chú cạnh nhà", "ba", "bác đầu ngõ" đã gây tranh cãi bởi tính chất nhạy cảm trong việc đưa ra các đáp án, thậm chí được cho là gây liên tưởng tới một lá thư bịa đặt từng làm xao động dư luận hồi tháng 8 năm 2014. Cũng trong chương trình này, một câu hỏi khác dành cho nghệ sĩ Tự Long đã bị chỉ trích khi đề cập đến vấn đề đời tư của nghệ sĩ, cũng như việc lấy tên các loài hoa để làm đáp án cho câu hỏi liên quan đến Hồng Nhung – vợ của nghệ sĩ Xuân Bắc – bị cho là khiên cưỡng. Mặc dù một số ý kiến cho rằng những đáp án này chỉ nhằm mục đích gây cười và mang tính chất vui vẻ cho người xem, các ý kiến phản bác nêu quan điểm rằng vẫn có thể đưa ra các đáp án khác mà vẫn đảm bảo được mục đích giải trí, không nhất thiết phải chọn những đáp án gây tranh cãi như vậy để đưa lên truyền hình.

### Câu hỏi sai
Trong số phát sóng ngày 24 tháng 12 năm 2019, người chơi Cee Jay nhận được hỏi câu hỏi số 6 với nội dung "Câu lạc bộ bóng đá nào của nước Anh có biểu tượng là chú gà chọi?" và các đáp án Everton, Leicester City, Leeds United và Tottenham Hotspur. Khi người chơi thắc mắc về việc "gà chọi có phải là gà trống không" thì MC Phan Đăng giải thích: "Gà chọi là loại gà người ta mang ra cho hai con chọi nhau, đấu nhau xem con nào thắng con nào". Cee Jay cố gắng loại bỏ từng đáp án nhưng không đưa ra được câu trả lời mà xin trợ giúp từ khán giả, với 73% khán giả trợ giúp chọn đáp án đúng Tottenham Hotspur.
Sau khi chương trình phát sóng, một số khán giả đã chỉ trích cách đặt câu hỏi thiếu chuẩn xác của chương trình khiến người chơi mất oan một sự trợ giúp. Theo lý giải của những người này, linh vật của Tottenham Hotspur là một con gà trống chứ không phải gà chọi như trong câu hỏi. Người Lao Động nhận định rằng thông tin trong câu hỏi của chương trình không sai, nhưng sự lập lờ trong việc đưa ra câu hỏi hoặc giả dùng kiến thức nâng cao cho một vấn đề thông thường có thể khiến người chơi bị loại theo cách không đáng có.
Ngoài trường hợp này, trong lịch sử chương trình cũng đã có nhiều trường hợp câu hỏi, đáp án chương trình đưa ra sai lệch hoặc không rõ ràng gây bất lợi cho người chơi; thậm chí có trường hợp người chơi khiếu nại về một câu hỏi sai và sau đó đã được sắp xếp để tham gia trở lại trong một chương trình khác.

### Video câu hỏi bị cắt ghép sai lệch
Trong một câu hỏi phát sóng vào ngày 4 tháng 6 năm 2019 có nội dung "Đâu không phải tên một nhóm nhạc nữ?", người chơi là diễn viên, MC Vũ Thu Hoài đã đưa ra phương án trả lời đúng là "BTS". Tuy nhiên, sau khi chương trình này lên sóng, một số trang mạng đã đăng tải đoạn video ghi lại câu hỏi trong đó câu hỏi đã bị chỉnh sửa thành "Đâu là tên một nhóm nhạc nữ", còn lời dẫn của Phan Đăng thì bị cắt ghép thành "BTS là một nhóm nhạc nữ gồm 7 thành viên...". Video lan truyền nhanh chóng trên mạng xã hội đã khiến cộng đồng người hâm mộ của BTS phẫn nộ, cho rằng ê-kíp đang không tôn trọng nhóm nhạc Hàn Quốc và kêu gọi tẩy chay chương trình. Trước sự việc đang trở nên nghiêm trọng quá mức, fanpage chính thức của kênh VTV3 đã phải đăng đoạn clip trích lại từ chương trình Ai là triệu phú ngày 4 tháng 6 kèm dòng trạng thái "Video chính thức - chính xác liên quan đến nhóm nhạc BTS trong chương trình Ai là triệu phú". Khi chia sẻ lại video này trên trang cá nhân, Thu Hoài cũng cho biết thêm: "Chưa kể đến việc xúc phạm đến danh dự của nhóm nhạc BTS, video cũng đã gây nên hiểu lầm nghiêm trọng cho ban biên tập của chương trình, cũng là gây ảnh hưởng đến độ uy tín của VTV3 cũng như bản thân mình với tư cách người chơi".

## Xuất hiện trong các chương trình khác
Ai là triệu phú đã từng xuất hiện trong nhiều chương trình, sản phẩm khác nhau của VTV. Năm 2007, diễn viên hài Tự Long đã tham gia vào một phần hỏi đáp mô phỏng theo Ai là triệu phú tại chương trình Gala cười, với người dẫn chương trình là nghệ sĩ Đức Hải. Cũng trong chương trình này vào năm 2023, diễn viên Lý Chí Huy làm người dẫn chương trình cho cuộc thi hỏi đáp Ai là người hạnh phúc, nơi hai nghệ sĩ Quang Thắng và Vân Dung trả lời các câu hỏi về tình yêu và hôn nhân.
Trong chương trình Một ngày với VTV phát sóng trên kênh VTV1 vào ngày 6 tháng 9 năm 2013 (đồng thời là chương trình kỷ niệm 43 năm ngày thành lập Đài Truyền hình Việt Nam), ca sĩ Phương Thanh được mô phỏng đã vượt qua câu hỏi số 15 và giành giải thưởng đặc biệt "một ngày trải nghiệm làm biên tập viên của chương trình Ai là triệu phú". Nghệ sĩ ưu tú Đức Khuê cũng xuất hiện với tư cách người dẫn chương trình và ngồi vào vị trí cố định của nhà báo Lại Văn Sâm. Vào các ngày 29 tháng 11 và 6 tháng 12 năm 2014, chương trình Điều ước thứ 7 của VTV3 đã được phát sóng với nhân vật chính là cụ bà Nguyễn Thị Kim Lành, một nhà giáo đã về hưu và là một cổ động viên cuồng nhiệt của môn bóng đá. Để thực hiện điều ước của bà là được tham dự trực tiếp một trận đấu của đội tuyển quốc gia Việt Nam, nhóm sản xuất đã dàn dựng và tổ chức một chương trình Ai là triệu phú ngay tại nhà riêng của bà tại Huế, trong đó người dẫn chương trình của Ai là triệu phú Lại Văn Sâm cũng đã xuất hiện một cách bất ngờ. Kết thúc chương trình này, bà Lành đã giành được giải thưởng lớn là một cặp vé máy bay khứ hồi để xem đội tuyển Việt Nam thi đấu tại Hà Nội.
Chương trình Gặp nhau cuối năm năm 2015 đã sử dụng định dạng của Ai là triệu phú để thử thách các Táo ngũ hành thông qua loạt câu hỏi về các vấn đề nổi cộm trong xã hội do Thiên đình đưa ra. Tên của chương trình được đặt lại là Ai là trợ lý, với mục đích tìm ra một người xuất sắc nhất vào vị trí trợ lý cho Ngọc Hoàng. Tại chương trình 12 con giáp vào dịp Tết Canh Tý 2020, nhà báo Phan Đăng vào hai vai (MC và người chơi) trong chương trình Ai là triệu phú, đối đáp với nhau và trả lời câu hỏi như MC và người chơi thật. Sau khi người chơi trả lời đúng câu hỏi số 15 và giành chiến thắng, người dẫn chương trình đã tặng cho người chơi một tấm thiệp in hình đám cưới chuột; tấm thiệp sau đó đã được MC Lại Văn Sâm (cựu người dẫn của Ai là triệu phú) trao lại cho "cụ ông" (Xuân Bắc) và "cụ bà" (Tự Long). Một tiểu phẩm mô phỏng game show này cũng đã được thực hiện trong chương trình kỷ niệm sinh nhật lần thứ 25 của VTV3 Quảng trường những giấc mơ dưới tên gọi Ai là tỷ phú, với Đinh Tiến Dũng làm MC và Tự Long làm người chơi.
Vào những năm 2015, VTV đã phát hành một ứng dụng di động lấy tên của chương trình, cho phép người dùng trải nghiệm cách chơi giống như trên truyền hình. Ứng dụng này đã không còn khả dụng từ năm 2016.

## Các chương trình liên quan

### Ai là triệu phú – Ghế nóng

Logo của Ai là triệu phú - Ghế nóng

Từ ngày 7 tháng 9 năm 2010, Ai là triệu phú ra mắt một phiên bản hoàn toàn mới có tên gọi Ai là triệu phú – Ghế nóng. Đây là phiên bản Việt Nam của trò chơi truyền hình đến từ Úc Millionaire Hot Seat, format Ghế nóng của Who Wants to Be a Millionaire?. Luật chơi tuân theo phiên bản gốc của Úc, với sáu người chơi thay phiên nhau lên "ghế nóng" trả lời tất cả 15 câu hỏi trong chương trình (có thời gian giới hạn cho mỗi câu) và một lần duy nhất nhận được đặc quyền "chuyển" lượt chơi cho từng người. Với mỗi người trả lời sai và bị loại khỏi cuộc chơi, giá trị giải thưởng sẽ giảm xuống một bậc; người chơi còn trụ lại trên ghế nóng sau câu hỏi cuối cùng thì giành chiến thắng và nhận toàn bộ số tiền thưởng tương ứng tại thời điểm đó (có thể lên tới 120.000.000 đồng).
Tuy nhiên, sau khi xem xét phản hồi từ khán giả truyền hình, chương trình đã quyết định áp dụng trở lại phiên bản cũ kể từ ngày 5 tháng 7 năm 2011.

### Rồng vàng
Trước Ai là triệu phú, một chương trình có định dạng tương tự đã được ra mắt vào năm 2003 dưới sự hợp tác của Đài Truyền hình Thành phố Hồ Chí Minh (HTV) và công ty Lasta Multimedia, lấy tên gọi là Rồng vàng. Chương trình được phát sóng từ ngày 25 tháng 5 năm 2003 đến ngày 10 tháng 6 năm 2007 trên kênh HTV7 và có bản quyền từ chương trình Millionaire của công ty Kantana – một phiên bản không chính thức của Who Wants to Be a Millionaire? tại Thái Lan. Hình thức chơi gần tương tự với Ai là triệu phú, gồm một phần thi chung cho sáu thí sinh để chọn ra người chơi chính và phần thi chính thức với 15 câu hỏi trắc nghiệm (ban đầu là 16 câu hỏi) và ba quyền trợ giúp. Người chơi trả lời đúng tất cả các câu hỏi sẽ nhận được giải thưởng trị giá 50.000.000 đồng.

## Giải thưởng và đề cử
| Năm  | Giải thưởng   | Hạng mục                                        | Đề cử cho       | Kết quả | TK      |
| ---- | ------------- | ----------------------------------------------- | --------------- | ------- | ------- |
| 2009 | Giải Mai Vàng | Chương trình truyền hình                        | Ai là triệu phú | Đề cử   | [ 101 ] |
| 2014 | Ấn tượng VTV  | Chương trình được cộng đồng mạng yêu thích nhất | Ai là triệu phú | Đề cử   | [ 102 ] |
| 2021 | Ấn tượng VTV  | Chương trình giải trí ấn tượng                  | Ai là triệu phú | Đề cử   | [ 103 ] |

## Nhà tài trợ
- P&G (4 tháng 1 năm 2005 – 30 tháng 6 năm 2009)
- Ngân hàng Thương mại cổ phần Đầu tư và Phát triển Việt Nam – BIDV (1 tháng 2 năm 2011 – 19 tháng 2 năm 2013, 4 tháng 6 năm 2013 – 10 tháng 6 năm 2014)[96]